# Хорна Поруба
Хорна Поруба (слч. Horná Poruba) насељено је мјесто са административним статусом сеоске општине (слч. obec) у округу Илава, у Тренчинском крају, Словачка Република.

## Становништво
| Година:    | 1994. | 2004.   | 2014.   | 2024.   |
| ---------- | ----- | ------- | ------- | ------- |
| Број људи: | 1109  | 1093    | 1073    | 1104    |
| Разлика:   |       | -1,44 % | -1,82 % | +2,88 % |

| Година:    | 2023. | 2024.   |
| ---------- | ----- | ------- |
| Број људи: | 1110  | 1104    |
| Разлика:   |       | -0,54 % |

Према подацима о броју становника из 2024. године насеље је имало 1104 становника.